# Gaitana
Gaitana, també coneguda com a Guaitipán, (Timaná, Huila, actual Colòmbia, segle XVI - Nova Granada, segle xiv) va ser una heroïna indígena, cacica de Timaná als Andes colombians, que va liderar als seus contra els conqueridors espanyols entre 1538 i 1540.

## Els indígenes
Segons les cròniques de l'època, a la conca oriental de la serralada central, a l'occident del que avui és el departament de Huila, vivien els indígenes Yalcón, que comptava amb cinc mil guerrers, així com els Timanáes, Avirama, Pinao, Misak i Nasa. A l'orient i al sud d'aquesta regió vivien els Andaquí i al nord-orient els Pijao.

## Pedro de Añazco
L'any 1538 el mariner Pedro de Añazco va ser designat pel conqueridor espanyol Sebastián de Belalcázar perquè fundés una vila a Timaná per a facilitar les comunicacions entre Popayán i el riu Magdalena. Añazco va començar a citar als caps indígenes de la regió per imposar-los tributs, encomanes i altres obligacions. En aquells dies, una dona era una de les cacics, coneguda pels colonitzadors com "La Gaitana". Quan el conqueridor va arribar, es va negar a parlar amb ella per ser dona i va convocar al cacic que li seguia en el comandament. L'home era un dels seus joves fills. Per por i per orgull envers la seva mare, aquest home es va negar a anar a parlar on convocaven a tots els cacics. Durant la nit després d'aquesta reunió, van venir a buscar a aquest noi. Enfront d'ella, la seva dona i els seus fills el van matar perquè aquest càstig servís d'escarment a tots els altres, i així aconseguir la submissió de tots els pobles originaris de la regió. Posteriorment, la Gaitana va organitzar a tots els pobles que va poder i ella mateixa va liderar la batalla contra els espanyols a la zona de Colòmbia i Veneçuela.

## La venjança
L'execució, en lloc de doblegar als indígenes, va produir un alçament general a tot el territori. La Gaitana, tal com els espanyols anomenaven a aquesta cacica, va aconseguir congregar més de sis mil indígenes, que van atacar de matinada a Pedro Añazco. Aquest, tranquil·lament, amb 20 homes, caminava recorrent els voltants; 16 van ser assassinats, 3 van fugir fins a Timaná amb la notícia del desastre, i Añazco va caure viu en mans dels seus enemics. Lliurat a la Gaitana, aquesta li va fer treure els ulls amb la punta d'una fletxa i el va fer passejar amb un dogal al coll de poble en poble, fins que va morir.

## La resistència indígena
No era solament el desig de venjar la mort del seu fill el que impulsava a la cèlebre cacica, per la qual cosa va seguir la lluita tot i després de la derrota d'Añazco, convidant a tots els cacics, i sobretot a Pigoanza, cap principal dels Yalcons, a fer l'últim esforç per a exterminar als seus opressors. En efecte, van aconseguir interceptar tota comunicació amb Popayán i sorprendre i matar una partida de vint espanyols que es dirigien amb bestiars de cria a Timaná. No obstant, malgrat els repetits i formidables atacs, no van poder trencar ni vèncer als vuitanta espanyols que componien aquella petita colònia.
Mentrestant, la notícia de l'alçament dels nases havia arribat a Popayán, i Juan de Ampudia, que manava aquella colònia, va decidir sortir al castigar allò que van anomenar «les insolències dels indígenes». Per a això va reunir prop de cent homes, escollint als capaços per a prendre part de l'expedició a Cali i a Popayán. Succeint al revés del que esperava, els indígenes van fer resistència valenta aprofitant l'aspror del seu país. Ampudia va morir d'un cop de llança al coll en l'últim combat, i Francisco Tobar, el seu segon, va haver de retirar-se a Popayán desenganyat. Així van acabar els capitans Ampudia i Añazco, companys de Belalcázar, pagant amb tan tràgica fi les innombrables crueltats que havien comès en l'última jornada de Belalcázar al Cauca. No van ser inútils els nous esforços de la Gaitana, doncs va aconseguir reunir una confederació de tots els pobles indígenes de la regió, més de deu mil guerrers, per fer l'última temptativa amb la finalitat de foragitar els espanyols de Timaná.

## Traïció
El seu pla es va frustrar per la traïció del cacic indígena Matambo, qui va avisar els espanyols sobre els plans de la seva gent i va detallar com els homes per gual i les dones en canoes, passaven el Magdalena amb tots els utensilis necessaris per a celebrar la victòria que creien ja segura.
Previnguts, doncs, els conqueridors i fortificats, van esperar l'atac, que es va verificar a l'alba. En aquella ocasió venien armats de tots aquells objectes metàl·lics esmolats i punxeguts que havien pogut adquirir dels espanyols: claus, tisores, llances, i fins i tot les guarnicions de les espases esmolades apareixien encastades a tall d'armes, que els igualaven amb els seus opressors. Els esquadrons dels indis estaven tan disciplinats, que amb prou feines moria un home, era reemplaçat a l'instant per un altre; de manera que la cavalleria no podia penetrar, i sense alguns projectils encesos que van obrir camp a Juan del Río i a altres genets, l'èxit dels espanyols hauria estat dubtós. Una vegada, no obstant això, que va començar la matança a l'interior dels esquadrons, els indígenes van cessar de resistir amb vigor, i van ser atropellats i trencats, quedant el camp cobert de milers de cadàvers.
Però la derrota no va acabar els ànims de lluita i els desitjos de llibertat. Es van unir a la Gaitana més tribus com els pijaos, panaes o pamaos. Com en l'anterior batalla no van aconseguir descobrir al traïdor, aquest va continuar la seva tasca delatora. En un nou intent per copar a les tropes espanyoles, aquests novament els esperaven, la qual cosa va esvair la victòria.

## Continuïtat de la resistència
Retirant-se els indígenes de les rodalies de Timaná a llocs apartats i forts, on Tobar va sortir a buscar-los en va, creient que estaven definitivament afeblits, els indígenes no s'atrevien a tornar a atacar als espanyols en el pla, ni aquests als indígenes a les muntanyes, provocant de fet una treva que va durar un temps.
A la represa, els espanyols van tornar amb reforços que van col·locar als indígenes en gran desavantatge, al punt de l'extinció. La història registra que l'any 1626, segons fra Pedro Simón, dels catorze o quinze mil indígenes que hi havia a la vila de Timaná, van quedar només uns 600. Les epidèmies de verola, les guerres i els treballs forçats imposats pels espanyols, no deixaven aixecar als nadius.